# Typophyllum rufifolium
Typophyllum rufifolium är en insektsart som först beskrevs av Lucien Chopard 1919.  Typophyllum rufifolium ingår i släktet Typophyllum och familjen vårtbitare. Inga underarter finns listade i Catalogue of Life.